# Bahnhof Wittighausen
Der Bahnhof Wittighausen, betrieblich heute nur noch ein Haltepunkt samt Überleitstelle, ist die Bahnstation der Gemeinde Wittighausen im Main-Tauber-Kreis in Baden-Württemberg. Sie liegt an der Bahnstrecke Osterburken–Würzburg-Heidingsfeld und gehört zum Ortsteil Unterwittighausen. Das samt Nebengebäuden 1865 errichtete Empfangsgebäude des ehemaligen Bahnhofs befindet sich in der Bahnhofstraße 6 beim umgebenden Wohnplatz Bahnstation Wittighausen und wird heute privat bewohnt.

## Denkmalschutz
Das Bahnhofsgebäude steht unter Denkmalschutz. Es handelt sich um einen zweigeschossigen Hauptbau mit zwei flankierenden Seitenflügeln, symmetrischer Gliederung durch Gesimse, Lisenen und profilierten Segmentbogenfenster- und -türen. Der Hauptbau verfügt über ein Satteldach und die Seitenflügel jeweils über ein Walmdach.